# 15-hidroksiprostaglandin-I dehidrogenaza (NADP+)
15-hidroksiprostaglandin-I dehidrogenaza (+) (EC 1.1.1.231, prostaciklinska dehidrogenaza, PG I2 dehidrogenaza, prostaciklin dehidrogenaza, NADP+-vezani 15-hidroksiprostaglandin (prostaciklin) dehidrogenaza, +-zavisna PGI2-specifična 15-hidroksiprostaglandinska dehidrogenaza) je enzim sa sistematskim imenom (5Z,13E)-(15S)-6,9alfa-epoksi-11alfa,15-dihidroksiprosta-5,13-dienoat:NADP+ 15-oksidoreduktaza. Ovaj enzim katalizuje sledeću hemijsku reakciju
(5)-6,9alfa-epoksi-11alfa,15-dihidroksiprosta-5,13-dienoat + + {\displaystyle \rightleftharpoons } (5Z,13E)-6,9alfa-epoksi-11alfa-hidroksi-15-oksoprosta-5,13-dienoat + +
15-Hidroksiprostaglandin-I dehidrogenaza je specifična za prostaglandin I2.

## Literatura
- Nicholas C. Price; Lewis Stevens (1999). Fundamentals of Enzymology: The Cell and Molecular Biology of Catalytic Proteins (Third изд.). USA: Oxford University Press. ISBN 019850229X.
- Eric J. Toone (2006). Advances in Enzymology and Related Areas of Molecular Biology, Protein Evolution (Volume 75 изд.). Wiley-Interscience. ISBN 0471205036.
- Branden C; Tooze J. Introduction to Protein Structure. New York, NY: Garland Publishing. ISBN 0-8153-2305-0.
- Irwin H. Segel. Enzyme Kinetics: Behavior and Analysis of Rapid Equilibrium and Steady-State Enzyme Systems (Book 44 изд.). Wiley Classics Library. ISBN 0471303097.
- William P. Jencks (1987). Catalysis in Chemistry and Enzymology. Dover Publications. ISBN 0486654605.

## Spoljašnje veze
- 15-hydroxyprostaglandin-I+dehydrogenase+(NADP+) на 